# Блаже Божинов
Блаже (Благо) Божинов е български революционер, дебърски деец на Вътрешната македоно-одринска революционна организация.

## Биография
Божинов е роден в 1885 година в западномакедонския българо-албански град Дебър, тогава в Османската империя. Работи като строител. Присъединява се към ВМОРО и действа с четата на Силко Цветков.
При избухването на Балканската война в 1912 година е доброволец в Македоно-одринското опълчение и служи в 1 и 3 рота на 1 дебърска дружина.
След войните участва в дейността на възстановената ВМРО. След убийството на генерал Александър Протогеров в 1928 година е на страната на протогеровистите. Установява се в Свети Врач, но преследван от привърженици на михайловисткото крило в организацията, се мести в София. Убит е от михайловисти на 16 декември 1930 година пред Централна гара, заради дейността, която развива против братоубийствата в организацията.